# Pseudocoremia productata
Pseudocoremia productata är en fjärilsart som beskrevs av Walker 1862. Pseudocoremia productata ingår i släktet Pseudocoremia och familjen mätare. Inga underarter finns listade i Catalogue of Life.